# Habenaria carnea
Habenaria carnea är en orkidéart som beskrevs av John Weathers. Habenaria carnea ingår i släktet Habenaria och familjen orkidéer. Inga underarter finns listade i Catalogue of Life.
Artens utbredningsområde anges som Thailand och Malaysia.

## Bilder

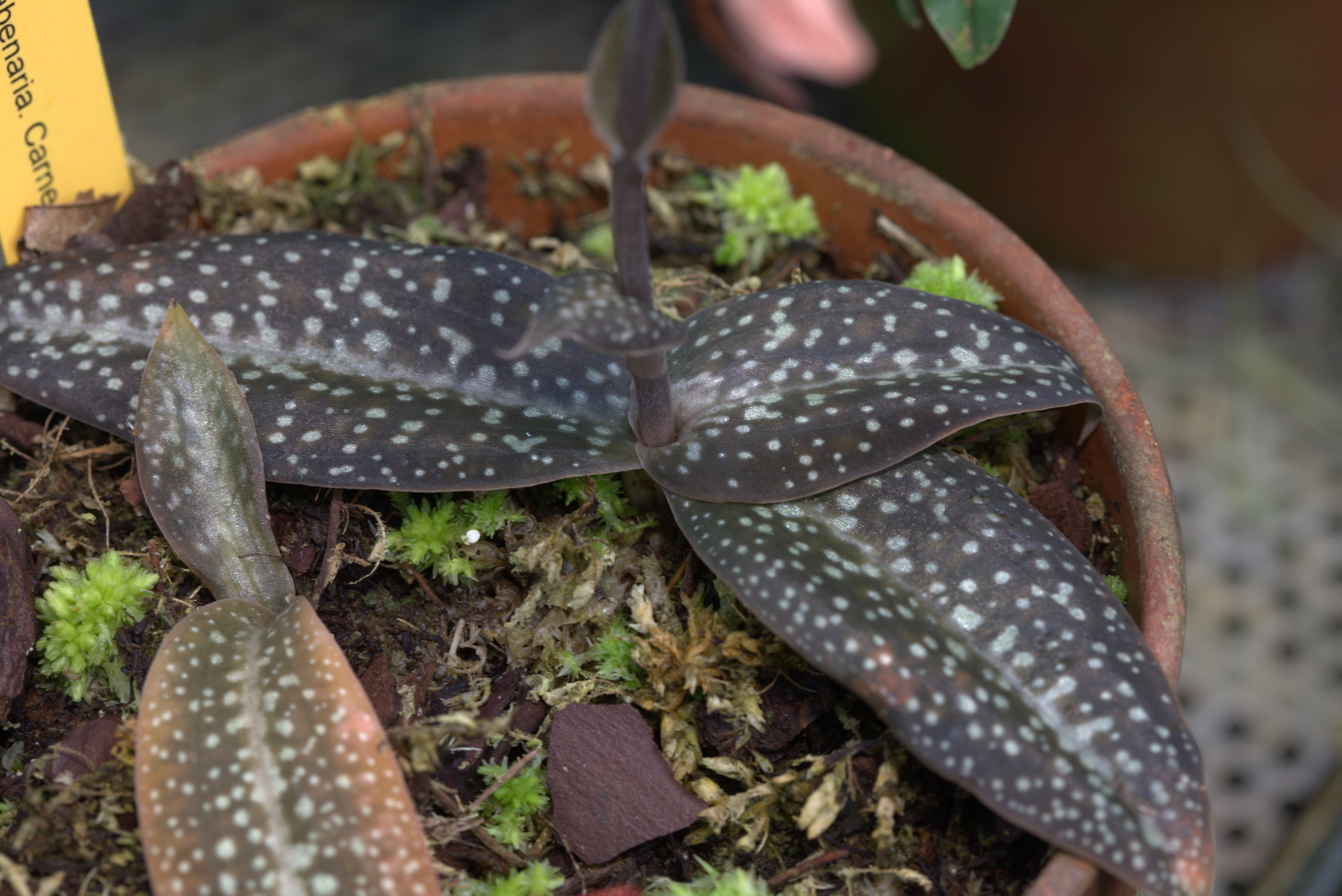